# Carl Ericsson (arkitekt)

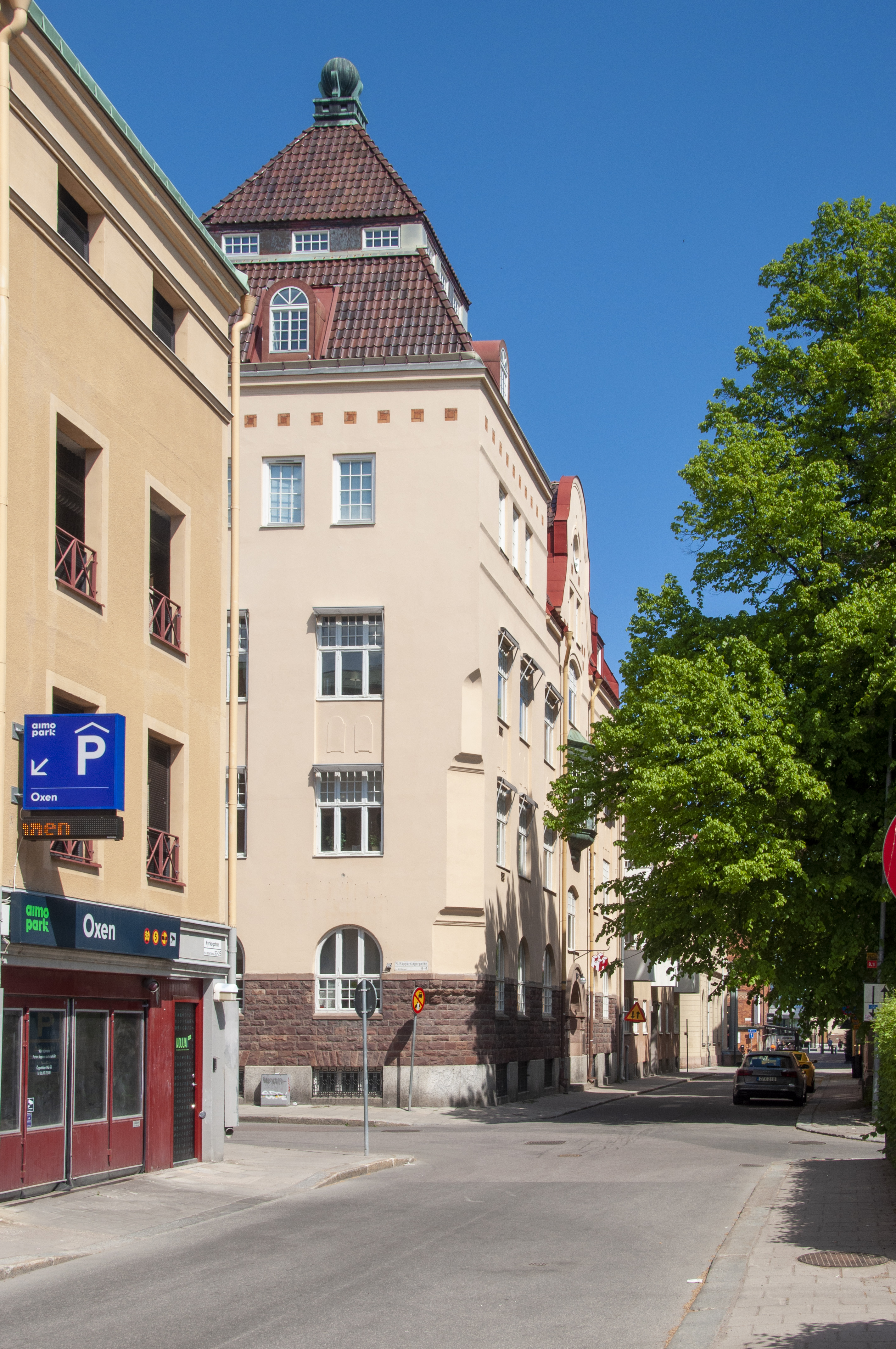
Kyrkogatan 28, Gävle

Carl L. Ericsson, född 14 juni 1874, i Örebro, död 3 september 1929 i Gävle.
Ericsson drev egen verksamhet från kontoret på Drottninggatan 31 i Gävle. Han var flitigt anlitad för bland annat villor och egna hem. 

## Verk i urval
- Åtskilliga Skolhus i Gävletrakten.
- Lagerhus kv. Brödtorget, Gävle (Senare K-konsult), 14 (Galoschbolaget).
- Villa kv. Kunden 2 (Brunnsg / Domargränd), Gävle 14.
- Kyrkogatan 28, Gävle (1914)
- Tillbyggnad (Komplettering av NV hörnet) kv Albion, Gävle, 25.
- Tobaksmonopolets fabrik Hagaström (senare Duro).
- Villor Villastaden, Gävle.
- Egnahem för järnvägs-personal vid koloniområde i Gävle.